# Cuptana
L’île Cuptana est une île de l'archipel de Chonos, au Chili. Sa superficie est de 320 km2.
À l'est, l'île est entourée par le canal Moraleda et à l'ouest par le canal Pérez Sur. Au nord de l'île coule un canal étroit (sans nom), alors qu'au sud de l'île se trouve le canal Temuán.
Dans la partie centrale de l'île Cuptana s'élève le cerro Cuptana de 1 680 mètres d'altitude, reconnaissable car son sommet est recouvert de neige toute l'année.
Sur sa côte orientale se trouve le port de puerto Cuptana.